# Cott Corporation
Cott Corporation är en kanadensisk dryckestillverkare med distribution i Kanada, USA, Mexiko och Europa.
Cott startade 1952 som importör av drycker från USA. Företaget började sedan med egen tillverkning i Québec. Man tillverkar bland annat RC Cola (ej i Nordamerika), Ben Shaws, Stars & Stripes, Vintage och Vess.